# Amy Klobuchar
Amy Jean Klobuchar  (Plymouth, Minnesota; 25 de mayo de 1960) es una abogada y política estadounidense que se desempeña como senadora de los Estados Unidos por Minnesota desde 2007. Miembro del Partido Demócrata-Agrario-Laborista de Minnesota, afiliada del Partido Demócrata de Minnesota, previamente se desempeñó como fiscal del condado de Hennepin. Anunció su candidatura para la nominación demócrata a la presidencia de los Estados Unidos en las elecciones de 2020 el 10 de febrero de 2019; el 2 de marzo de 2020, suspendió su campaña y respaldó a Joe Biden.
Se graduó de la Universidad Yale y de la Facultad de Derecho de la Universidad de Chicago. Fue socia en dos firmas de abogados de Minneapolis antes de ser elegida fiscal del condado de Hennepin en 1998, haciéndola responsable de todos los procesos penales en el condado más poblado de Minnesota. En 2006, fue elegida por primera vez al Senado, convirtiéndose en la primera mujer senadora por Minnesota, siendo reelegida en 2012 y 2018. En 2009 y 2010, fue descrita como una "estrella en ascenso" en el Partido Demócrata.

## Primeros años y educación
Nacida en Plymouth, Minnesota, Klobuchar es hija de Rose (de soltera Heuberger) y Jim Klobuchar. Su madre enseñó segundo grado hasta que se retiró a los 70 años.
Su padre Jim, periodista deportivo y columnista jubilado del Star Tribune, es de ascendencia eslovena; Sus abuelos eran inmigrantes de la región de la Carniola Blanca de Eslovenia. Su padre era minero en la Cordillera de Hierro de Minnesota. Los abuelos maternos de Amy Klobuchar emigraron de Suiza a Estados Unidos.
Los padres de Klobuchar se divorciaron cuando ella tenía 15 años. Este divorcio causó estragos en la familia; su relación con su padre no se restableció por completo hasta que este dejó de beber en la década de 1990.
Klobuchar asistió a escuelas públicas en Plymouth y fue la mejor estudiante en Wayzata High School. Recibió su Bachillerato en Artes magna cum laude en ciencias políticas en 1982 de la Universidad de Yale. Mientras estaba en Yale, Klobuchar pasó un tiempo de prácticas con el entonces vicepresidente y ex senador Walter Mondale. Su tesis principal, Uncovering the Dome, una historia de 250 páginas de los diez años de política que rodearon la construcción del Hubert H. Humphrey Metrodome en Minneapolis, fue publicada por Waveland Press en 1986. Después de Yale, Klobuchar se matriculó en la Facultad de Derecho de la Universidad de Chicago, donde trabajó como editora asociada de la Revista de Derecho de la Universidad de Chicago y obtuvo su Juris Doctor magna cum laude en 1985.

## Carrera temprana
Después de la escuela de leyes, Klobuchar trabajó como abogada corporativa. Antes de buscar un cargo público, además de trabajar como fiscal, Klobuchar fue socia de las firmas de abogados de Minnesota Dorsey & Whitney y Gray Plant Mooty, donde se especializó en "trabajo regulatorio en derecho de telecomunicaciones". Su primera incursión en la política se produjo después de que dio a luz y se vio obligada a abandonar el hospital 24 horas después, una situación exacerbada por el hecho de que la hija de Klobuchar, Abigail, nació con un trastorno que le impedía tragar. La experiencia llevó a Klobuchar a comparecer ante la Legislatura del Estado de Minnesota, abogando por un proyecto de ley que garantice a las nuevas madres una hospitalización de 48 horas. Minnesota aprobó el proyecto de ley y el presidente Clinton más tarde hizo de esta política una ley federal. 
En 1994, Klobuchar fue la primera candidata a un cargo público cuando se postuló para fiscal del condado de Hennepin. Pero ella se había comprometido a abandonar si el titular, Michael Freeman, volvía a la carrera después de no poder ganar el respaldo del Partido Demócrata-Agricultor-Laborista de Minnesota para gobernador. En junio de 1994, Klobuchar abandonó la carrera y apoyó a Freeman para la reelección. En 1998, no buscó otro mandato. Antes de postularse para el cargo, Klobuchar fue activa en el apoyo a los candidatos de la DFL, incluido Freeman en 1990. La elección del fiscal del condado no es partidista, pero Freeman, al igual que Klobuchar, es demócrata.
En 1998, Klobuchar fue elegida abogada del condado de Hennepin, siendo reelegida en 2002 sin oposición. Minnesota Lawyer (El abogado de Minnesota) la nombró "Abogada del año".  Desde noviembre de 2002 hasta noviembre de 2003,  Klobuchar fue presidenta de la Asociación de Abogados del Condado de Minnesota. Después de la muerte de George Floyd en mayo de 2020 bajo la custodia de la policía de Minneapolis, Klobuchar fue criticada por no procesar acciones de mala conducta policial durante su mandato, incluido un caso relacionado con el oficial acusado de asesinar a Floyd, aunque no se escuchó del caso hasta después de que ella dejó el cargo.

## Senado de los Estados Unidos

### Elecciones
2006
A principios de 2005, después de que el senador estadounidense Mark Dayton anunciara que no buscaría la reelección, Klobuchar se convirtió en una de los primeras favoritas para la nominación del DFL para las elecciones de 2006. El 29 de septiembre de 2005 la Lista de EMILY la aprobó ganando el respaldo de DFL el 9 de junio de 2006. Obtuvo el apoyo de la mayoría de los legisladores estatales de DFL en Minnesota durante las primarias. Una encuesta de delegados estatales de DFL mostró que Klobuchar vencería a su oponente más cercano, Patty Wetterling, 66% contra 15%. En enero, Wetterling abandonó la carrera y respaldó a Klobuchar. El excandidato al Senado y destacado abogado Mike Ciresi, quien fue ampliamente considerado como un candidato potencial serio para el DFL, indicó a principios de febrero que no participaría en la carrera; eso fue visto como un impulso importante para Klobuchar.
En las elecciones generales, Klobuchar se enfrentó al candidato republicano Mark Kennedy, al candidato del Partido de la Independencia Robert Fitzgerald, al candidato del Partido de la Constitución Ben Powers y al candidato del Partido Verde, Michael Cavlan. Klobuchar lideró las encuestas durante toda la campaña y ganó con el 58% de los votos frente al 38% de Kennedy y el 3% de Fitzgerald, con todos menos ocho de los 87 condados de Minnesota. Ella es la primera mujer en ser elegida senadora estadounidense de Minnesota. 
(Muriel Humphrey, la primera mujer senadora del estado y ex segunda dama de los Estados Unidos, fue nombrada para cumplir el mandato no vencido de su esposo y no fue elegida)
2012

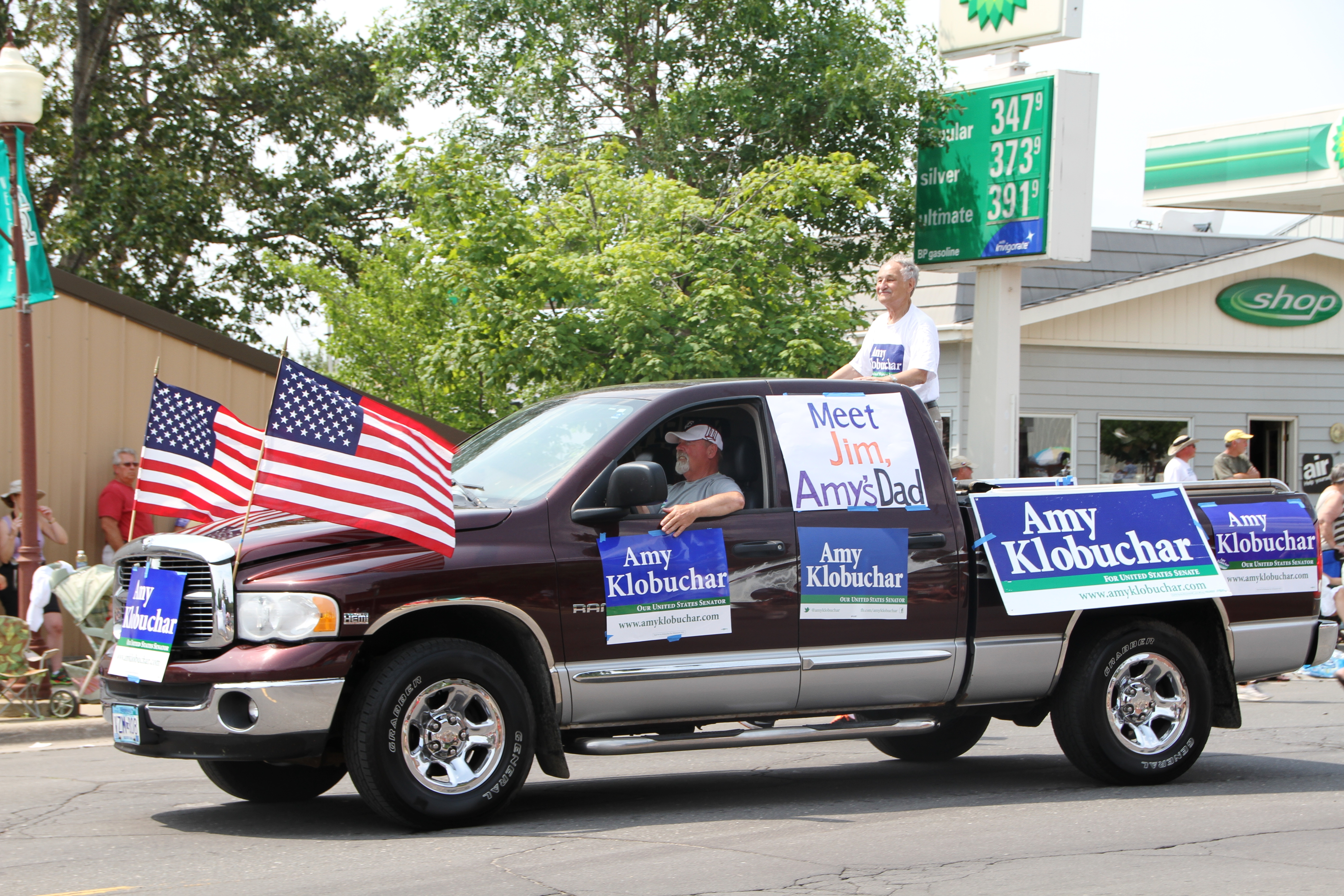
El padre de Amy Klobuchar, Jim, y simpatizantes que hacen campaña por Klobuchar como senador estadounidense, Tower, Minnesota, 4 de julio de 2012

Klobuchar ganó un segundo mandato en el Senado de los Estados Unidos derrotando al representante estatal republicano Kurt Bills por un margen de 35 puntos porcentuales (65,23% a 30,53%), llevándose todos los condados menos dos.
2018
Klobuchar se postuló por un tercer mandato y fue reelegida por un margen de 24 puntos. El candidato republicano era el senador estatal Jim Newberger. La competencia nunca fue tan pareja, con Klobuchar superando a Newberger US$ 9,9 millones a US$ 210.066 al 17 de octubre. Este último mantuvo una ventaja de dos dígitos en las encuestas durante todo el otoño.

### Mandato

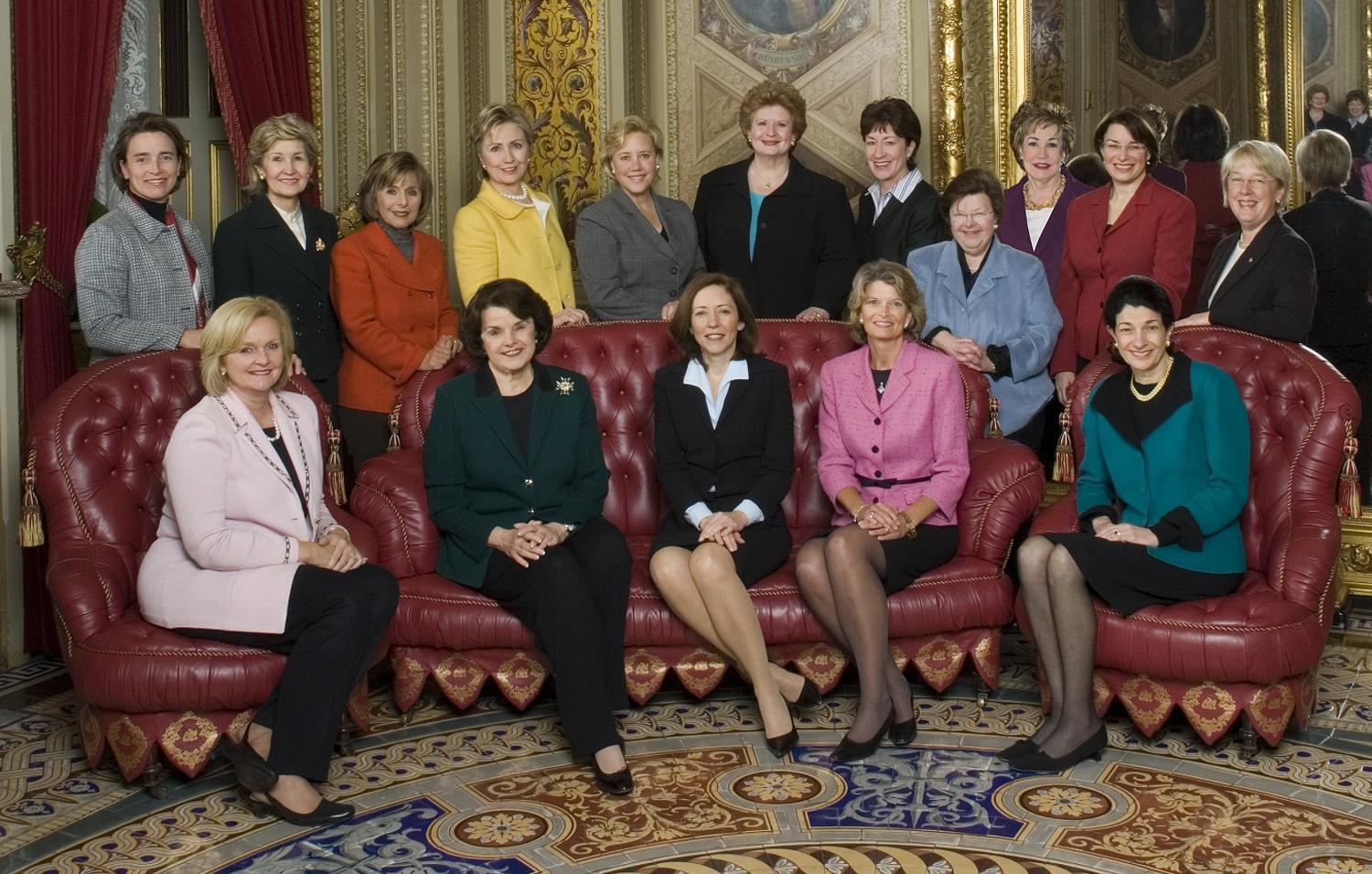
Senadoras del 110° Congreso, Klobuchar de pie, segundo desde la derecha.

Una encuesta de septiembre de 2009 encontró que el 58% de los habitantes de Minnesota aprueba el trabajo que Klobuchar estaba haciendo mientras que el 36% lo desaprueba. El 12 de marzo de 2010, Rasmussen Reports indicó que el 67% de los habitantes de Minnesota aprueba el trabajo que estaba haciendo. El Winona Daily News la describió como una  «política rara que trabaja al otro lado del pasillo». Walter Mondale dijo: «Le ha ido mejor en ese miserable Senado que la mayoría de la gente de allí».

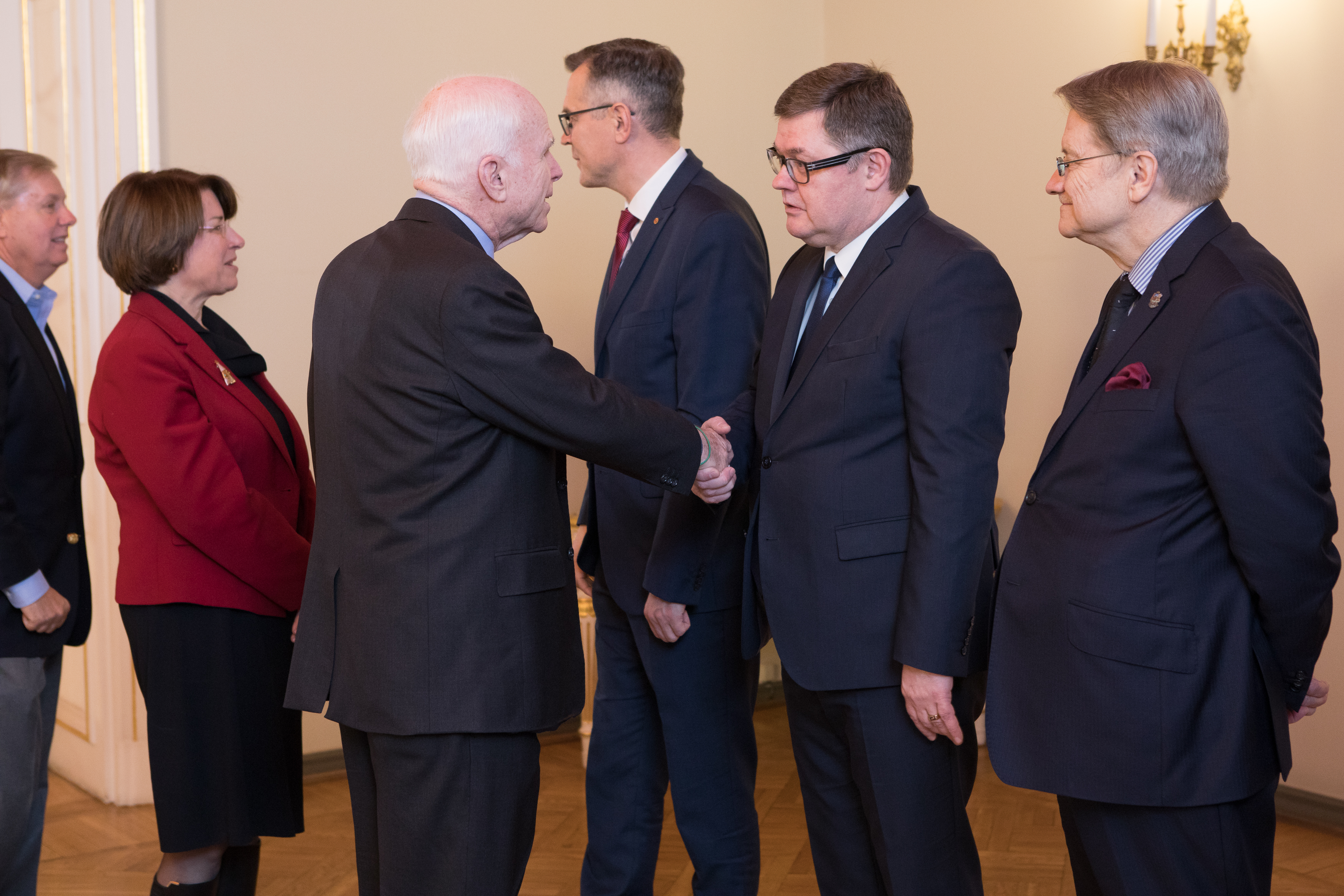
Klobuchar con Lindsey Graham y John McCain en Letonia en 2016

Al final del 114° Congreso a fines de 2016, Klobuchar había pasado más legislación que cualquier otro senador. En febrero de 2017, solicitó una comisión bipartidista independiente para investigar las vinculaciones entre Rusia, el presidente Donald Trump y su administración. La preocupación por las vinculaciones de Trump con Rusia aumentó después de los informes de que sus funcionarios de campaña habían repetido el contacto con altos funcionarios de inteligencia rusos antes de las elecciones de 2016 en los Estados Unidos. En diciembre de 2016, Klobuchar ya había manifestado su interés en las relaciones entre Estados Unidos y Rusia cuando se unió a los senadores republicanos John McCain y Lindsey Graham en un viaje a los estados bálticos y Ucrania. Mantuvo altas calificaciones de aprobación durante todo 2017, con una encuesta de Star Tribune de abril de 2017 que ubicó su índice de aprobación en 72%. En octubre de 2017, Morning Consult incluyó a Klobuchar entre los 10 senadores con las calificaciones de aprobación más altas, y una encuesta de KSTP-TV de noviembre de 2017 puso su índice de aprobación en 56%. Una encuesta de Morning Consult de abril de 2019 encontró que Klobuchar era la tercera senadora en ejercicio más popular, con un índice de aprobación del 58% y un índice de desaprobación del 26%, solo detrás de los senadores de Vermont, Bernie Sanders y Patrick Leahy.
Según el Centro para la Legislación Efectiva, Klobuchar obtuvo una puntuación «superior a las expectativas» con respecto a lo exitosa que fue en la aprobación de una legislación significativa en el 115° Congreso (2017-18).
En 2018, durante las audiencias de nominación de la Corte Suprema de Brett Kavanaugh, Kavanaugh dio respuestas acaloradas a las preguntas de Klobuchar sobre si alguna vez había experimentado pérdida de memoria después de consumir alcohol, por lo que luego se disculpó.
En febrero de 2019, BuzzFeed News informó que las entrevistas con ex empleados y las revisiones de correos electrónicos indicaron que Klobuchar abusó y humilló con frecuencia a sus empleados, lo que requirió un tiempo considerable del personal para controlar su ira. El artículo informaba que otros empleados la consideraban "justa y efectiva" y una buena jefa. Politico informó que Klobuchar tuvo la mayor tasa anual de rotación de personal de cualquier senador, 36%, entre 2011 y 2016. Un artículo del Huffington Post alegaba que tenía fama de maltratar a su personal, y algunos alegan que era propensa a estallidos de crueldad. En respuesta a los informes negativos, 61 ex empleados escribieron una carta abierta alabando a Klobuchar, declarando que ella era una "mentora y amiga" para ellos.
En el 115° Congreso (de enero de 2017 a enero de 2019), estuvo ausente por el 0,5% de los votos, y dos tercios de los senadores perdieron más votos. En el 116° Congreso en curso (enero de 2019 – enero de 2021), durante su campaña para presidenta, hasta ahora ha perdido el 39,1% de los votos, convirtiéndola en la quinto miembro más ausente del Senado.

#### Asignación de comisiones
En el 116.º Congreso, Klobuchar sirve en las siguientes comisiones ordinarias:
- Comisión de Agricultura, Nutrición y Silvicultura[52][53]
  - Subcomisión de Conservación, Silvicultura y Recursos Naturales
  - Subcomisión de Ganado, Marketing y Seguridad de Agricultura
  - Subcomisión de Energía y Desarrollo Rurales
- Comisión de Comercio, Ciencia y Transporte[54]
  - Subcomisión de Comunicaciones, Tecnología, Innovación, y el Internet
  - Subcomisión de Manufactura, Comercio, y Protección de Consumidor
  - Subcomisión de Transporte y Seguridad
  - Subcomisión de Seguridad
- Comisión de Justicia[55]
  - Subcomisión de Antimonopolio, Política de Competencia y Derechos del Consumidor (Miembro Principal)
  - Subcomisión de Delito y Terrorismo
  - Subcomisión de Seguridad Fronteriza e Inmigración
  - Subcomisión de Supervisión, Acción de la Agencia, Derechos Federales y Tribunales Federales
- Comisión en Reglas y Administración (Miembro principal)[56]
- Comisión Bicameral de la Biblioteca (De oficio)[57]
- Comisión Bicameral de Impresiones (De oficio)[58]
- Comisión Bicameral de Economía[59]

En su primer Congreso, el 110° Congreso, Klobuchar fue asignada a las siguientes comisiones:
- Comisión de Agricultura, Nutrición y Silvicultura
- Comisión de Comercio, Ciencia y Transporte
- Comisión de Medio Ambiente y Obras Públicas
- Comisión Bicameral de Economía

### Membresías en asambleas
- Asamblea Congresal NextGen 9-1-1[61]

### Rol en el Partido Demócrata
El 30 de marzo de 2008, Klobuchar anunció su respaldo al entonces senador Barack Obama en las primarias presidenciales demócratas, prometiéndole su voto superdelegado. Citó el desempeño de Obama en los comités de Minnesota, donde ganó con el 66% del voto popular, así como su propio «juicio independiente». En 2016 fue partidaria temprana de la segunda campaña de Hillary Clinton para la nominación presidencial demócrata.
Klobuchar ha sido presidenta del Comité de Dirección y Alcance Demócrata del Senado de los Estados Unidos desde 2015. En 2017, se convirtió en presidenta del Comité de Dirección, con Bernie Sanders como presidente de Alcance. Klobuchar y Sanders representaron al Partido Demócrata en un debate televisado de 2017 sobre la política de salud y la posible derogación de la Ley de Asistencia Médica Asequible en CNN.
En 2020, Klobuchar fue considerada candidata a secretaria de Agricultura o fiscal general de los Estados Unidos en la Administración Biden.

## Campaña presidencial de 2020

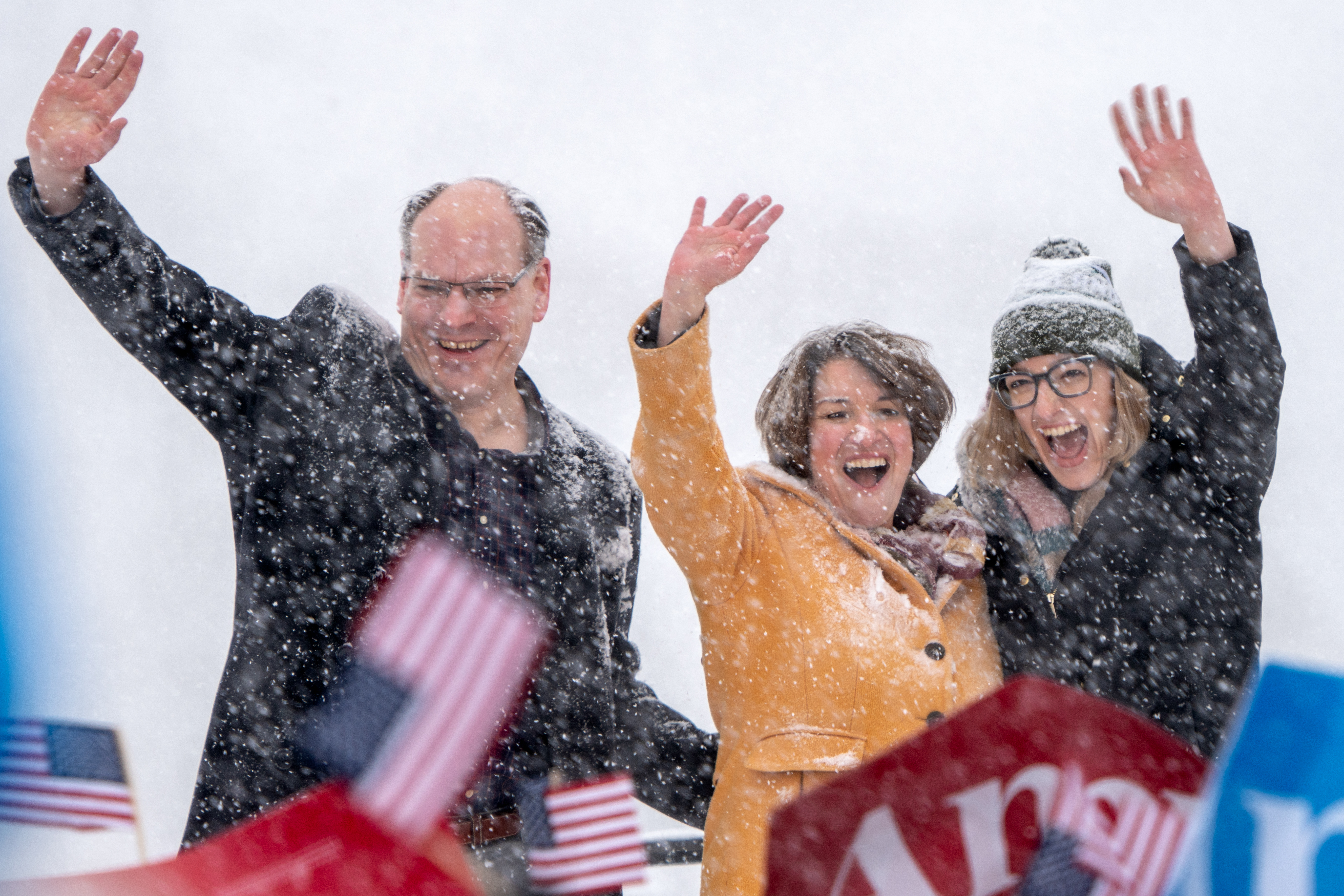
Klobuchar (centro) con su esposo y su hija en el anuncio de su campaña

The New York Times y The New Yorker nombraron a Klobuchar como una de las mujeres con más probabilidades de convertirse en la primera mujer presidenta de los Estados Unidos, y MSNBC y The New Yorker la nombraron como posible candidata a la Corte Suprema de los Estados Unidos.
El 10 de febrero de 2019, Klobuchar anunció su candidatura en las primarias presidenciales del Partido Demócrata 2020. Ella ha dicho que usa el humor como una forma de distinguirse de entre los muchos otros candidatos demócratas en la campaña 2020.
El 19 de enero de 2020, la junta editorial del New York Times apoyaron a Klobuchar y Elizabeth Warren para la presidencia.
El 2 de marzo de 2020, el día antes del Súper Martes, Klobuchar suspendió su campaña y apoyó a Joe Biden.
El 21 de mayo de 2020, se informó que Biden pidió a varias mujeres, incluida Klobuchar, que se sometieran a un examen formal para ser consideradas como su compañera de fórmula para la vicepresidencia. El 18 de junio, Klobuchar se retiró de la consideración y dijo que Biden debería elegir una mujer de color.

## Posiciones políticas
En general, las posiciones políticas de Klobuchar han estado en acuerdo con el liberalismo estadounidense moderno. Es proelección respecto al aborto, apoya los derechos LGBT y la Ley del Cuidado de Salud a Bajo Precio, y fue crítica con la Guerra de Irak. Durante el 115° Congreso, votó en línea con la posición del presidente Donald Trump sobre la legislación el 31.1% de las veces.
Según GovTrack, Klobuchar aprobó más legislación que cualquier otro senador al final del 114° Congreso a fines de 2016. Según Congress.gov, al 16 de diciembre de 2018, Klobuchar había patrocinado o copatrocinado 111 leyes que se convirtieron en ley.

## Vida personal
En 1993, Klobuchar se casó con John Bessler, un abogado de práctica privada y profesor de la Facultad de Derecho de la Universidad de Baltimore. Tienen una hija, Abigail Klobuchar Bessler, que se graduó de la Universidad de Yale y trabaja como directora legislativa del concejal de Nueva York Keith Powers. Klobuchar es miembro de la Iglesia Unida de Cristo. Es prima del músico Zola Jesus.
 Klobuchar ha escrito dos libros. En 1986, publicó Uncovering the Dome, un estudio de caso de la lucha política de 10 años para construir el Metrodome Hubert H. Humphrey. En 2015, publicó una autobiografía, The Senator Next Door: A Memoir from the Heartland.

### Premios y honores
Klobuchar ha recibido numerosos premios durante su carrera. Minnesota Lawyer la nombró "Abogada del año" en 2001 y Mothers Against Drunk Driving le otorgó un premio de liderazgo por abogar por la aprobación exitosa de la primera ley DWI de delitos graves de Minnesota. Working Mother la nombró "la Mejor del Congreso" en 2008 por sus esfuerzos en nombre de las familias trabajadoras, y The American Prospect la nombró una "mujer para observar".
En 2012, Klobuchar recibió el Premio Sheldon Coleman Great Outdoors en una celebración especial de la Semana Great Outdoors presentada por la American Recreation Coalition. Fue una de las ganadoras del Premio Legislador del Año 2012 de la Asociación de Minoristas Agrícolas, junto con el representante republicano John Mica. En 2013, Klobuchar recibió un premio por su liderazgo en la lucha para prevenir la agresión sexual en el ejército en una cumbre nacional organizada por la Red de Acción de Mujeres del Servicio (SWAN). También en 2013 recibió un premio Friend of CACFP por su liderazgo al aprobar la ley Healthy Hunger Free Kids y sus esfuerzos para establecer nuevos estándares de nutrición para todas las comidas servidas en el CACFP por la Asociación Nacional de Patrocinadores del Programa Nacional de Alimentos para el Cuidado de Niños y Adultos (CACFP). Klobuchar y el senador Al Franken recibieron el Premio Friends of Farm Bureau 2014 de la sucursal de Minnesota de la American Farm Bureau Federation. Recibió el Premio de Justicia del Congreso de la American Bar Association en 2015 por sus esfuerzos para proteger a las poblaciones vulnerables de la violencia, la explotación y los asaltos y para eliminar la discriminación en el lugar de trabajo. También en 2015, la National Consumers League honró a Klobuchar con el Trumpeter Award por su trabajo "en la regulación para fortalecer la legislación de seguridad de los productos de consumo, en garantizar un mercado justo y competitivo y aumentar la accesibilidad a las comunicaciones, específicamente en el espacio inalámbrico". En 2016, recibió el Goodwill Policymaker Award de Goodwill Industries por su compromiso con el sector sin fines de lucro y por liderar la Ley de eficiencia energética que también es sin fines de lucro. En 2017 recibió el Premio Arabella Babb Mansfield de la Asociación Nacional de Mujeres Abogadas y fue elegida como Presidenta de Mary Louise Smith en Mujeres y Política para el Centro Carrie Chapman Catt en la Universidad Estatal de Iowa.

## Historia electoral

### Fiscal del Condado de Hennepin
| Elección a Fiscal del Condado de Hennepin de 1998 | Elección a Fiscal del Condado de Hennepin de 1998 | Elección a Fiscal del Condado de Hennepin de 1998 | Elección a Fiscal del Condado de Hennepin de 1998 | Elección a Fiscal del Condado de Hennepin de 1998 | Elección a Fiscal del Condado de Hennepin de 1998 |
| Partido                                           | Partido                                           | Candidato/a                                       | Votos                                             | %                                                 | ±%                                                |
| ------------------------------------------------- | ------------------------------------------------- | ------------------------------------------------- | ------------------------------------------------- | ------------------------------------------------- | ------------------------------------------------- |
|                                                   | No partidista                                     | Amy Klobuchar                                     | 223,416                                           | 50.3                                              |                                                   |
|                                                   | No partidista                                     | Sheryl Ramstad Hvass                              | 219,676                                           | 49.4                                              |                                                   |

| Elección a Fiscal del Condado de Hennepin de 2002 | Elección a Fiscal del Condado de Hennepin de 2002 | Elección a Fiscal del Condado de Hennepin de 2002 | Elección a Fiscal del Condado de Hennepin de 2002 | Elección a Fiscal del Condado de Hennepin de 2002 | Elección a Fiscal del Condado de Hennepin de 2002 |
| Partido                                           | Partido                                           | Candidato/a                                       | Votos                                             | %                                                 | ±%                                                |
| ------------------------------------------------- | ------------------------------------------------- | ------------------------------------------------- | ------------------------------------------------- | ------------------------------------------------- | ------------------------------------------------- |
|                                                   | No partidista                                     | Amy Klobuchar                                     | 380,632                                           | 98.7                                              |                                                   |
|                                                   |                                                   | Por escrito                                       | 4,829                                             | 1.3                                               |                                                   |

### Senado de los Estados Unidos
| Elecciones primarias demócratas del Partido Demócrata-Agrario-Laborista al Senado por Minnesota de 2006 | Elecciones primarias demócratas del Partido Demócrata-Agrario-Laborista al Senado por Minnesota de 2006 | Elecciones primarias demócratas del Partido Demócrata-Agrario-Laborista al Senado por Minnesota de 2006 | Elecciones primarias demócratas del Partido Demócrata-Agrario-Laborista al Senado por Minnesota de 2006 | Elecciones primarias demócratas del Partido Demócrata-Agrario-Laborista al Senado por Minnesota de 2006 | Elecciones primarias demócratas del Partido Demócrata-Agrario-Laborista al Senado por Minnesota de 2006 |
| Partido                                                                                                 | Partido                                                                                                 | Candidato/a                                                                                             | Votos                                                                                                   | % | ±% |
| --- | --- | --- | --- | --- | --- |
| | Demócrata (DFL)                                                                                         | Amy Klobuchar                                                                                           | 294,671                                                                                                 | 92.5 | |
| | Demócrata (DFL)                                                                                         | Darryl Stanton                                                                                          | 23,872                                                                                                  | 7.5 | |

| Elecciones al Senado de los Estados Unidos en Minnesota, 2006 | Elecciones al Senado de los Estados Unidos en Minnesota, 2006 | Elecciones al Senado de los Estados Unidos en Minnesota, 2006 | Elecciones al Senado de los Estados Unidos en Minnesota, 2006 | Elecciones al Senado de los Estados Unidos en Minnesota, 2006 | Elecciones al Senado de los Estados Unidos en Minnesota, 2006 |
| Partido                                                       | Partido                                                       | Candidato/a                                                   | Votos                                                         | %                                                             | ±%                                                            |
| ------------------------------------------------------------- | ------------------------------------------------------------- | ------------------------------------------------------------- | ------------------------------------------------------------- | ------------------------------------------------------------- | ------------------------------------------------------------- |
|                                                               | Demócrata (DFL)                                               | Amy Klobuchar                                                 | 1,278,849                                                     | 58.1%                                                         | +9.2%                                                         |
|                                                               | Republicano                                                   | Mark Kennedy                                                  | 835,653                                                       | 37.9%                                                         | -5.4%                                                         |
|                                                               | Independencia                                                 | Robert Fitzgerald                                             | 71,194                                                        | 3.2%                                                          | -2.6%                                                         |
|                                                               | Verde                                                         | Michael Cavlan                                                | 10,714                                                        | 0.5%                                                          | n/a                                                           |
|                                                               | De la Constitución                                            | Ben Powers                                                    | 5,408                                                         | 0.3%                                                          | -0.1%                                                         |
|                                                               | Por escrito                                                   |                                                               | 954                                                           |                                                               |                                                               |
| Margen de victoria                                            | Margen de victoria                                            | Margen de victoria                                            | 443,196                                                       | 20.2%                                                         |                                                               |
| Participación                                                 | Participación                                                 | Participación                                                 | 2,202,772                                                     | 70.6%                                                         |                                                               |
|                                                               | Control demócrata (DFL)                                       | Control demócrata (DFL)                                       | Variación                                                     |                                                               |                                                               |